# أداك (ألاسكا)
أداك (بالإنجليزية: Adak, Alaska)‏ هي مدينة تقع في ولاية ألاسكا في الولايات المتحدة. تبلغ مساحة هذه المدينة 329.7 (كم²)، وترتفع عن سطح البحر 50 م، بلغ عدد سكانها نسمة في عام 2010 حسب إحصاء مكتب تعداد الولايات المتحدة.

## التركيبة السكانية
حدّد مكتب تعداد الولايات المتحدة بيانات التركيبة السكانية لأداك في تعداد الولايات المتحدة. في ما يلي، التركيبة السكانية حسب تعدادي 2000 و2010.

### تعداد عام 2000
بلغ عدد سكان أداك 316 نسمة بحسب تعداد عام 2000، وبلغ عدد الأسر 159 أسرة وعدد العائلات 61 عائلة مقيمة في المدينة. في حين سجلت الكثافة السكانية 1.7 نسمة لكل كيلومتر مربع (4.4/ميل2). وبلغ عدد الوحدات السكنية 884 وحدة بمتوسط كثافة قدره 4.8 لكل كيلومتر مربع (12.4/ميل2).
وتوزع التركيب العرقي للمدينة بنسبة 49.68% من البيض و1.27% من الأمريكيين الأفارقة و35.13% من الأمريكيين الأصليين و9.81% من الأمريكيين ذوي الأصول الآسيوية و1.90% من سكان جزر المحيط الهادئ و2.22% من عرقين مختلطين أو أكثر و5.06% من الهسبانيون أو اللاتينيون من أي عرق.
بلغ عدد الأسر 159 أسرة كانت نسبة 18.9% منها لديها أطفال تحت سن الثامنة عشر تعيش معهم، وبلغت نسبة الأزواج القاطنين مع بعضهم البعض 28.9% من أصل المجموع الكلي للأسر، ونسبة 2.5% من الأسر كان لديها معيلات من الإناث دون وجود شريك، بينما كانت نسبة 6.9% من الأسر لديها معيلون من الذكور دون وجود شريكة وكانت نسبة 61.6% من غير العائلات. تألفت نسبة 46.5% من أصل جميع الأسر من عدة أفراد يعيشون في نفس المنزل. وبلغ متوسط حجم الأسرة المعيشية 1.99، أما متوسط حجم العائلات فبلغ 2.90.
بلغ العمر الوسطي للسكان 35.2 عاماً. وكانت نسبة 18.7% من القاطنين تحت سن الثامنة عشر، وكانت نسبة 9.5% بين الثامنة عشر والرابعة والعشرين عاماً، ونسبة 44.3% كانت واقعةً في الفئة العمرية ما بين الخامسة والعشرين والرابعة والأربعين عاماً، ونسبة 26.3% كانت ما بين الخامسة والأربعين والرابعة والستين، ونسبة 1.3% كانت ضمن فئة الخامسة والستين عاماً فما فوق. يوجد لكل 100 أنثى 184.7 ذكر، ويوجد لكل 100 أنثى في الثامنة عشر من عمرها فما فوق 188.8 ذكر.
بلغ متوسط دخل الأسرة في المدينة 52,727 دولارًا، أما متوسط دخل العائلة فبلغ 53,889 دولارًا. وكان متوسط دخل الذكور 46,429 دولارًا مقابل 35,000 دولارًا للإناث. وسجل دخل الفرد الخاص بالمدينة 31,747 دولارًا. وكانت نسبة 3.3% من العائلات ونسبة 4.7% من السكان تحت خط الفقر، وكان من هؤلاء نسبة 0% تحت سن الثامنة عشر ونسبة 0% في الخامسة والستين من العمر وما فوق.

### تعداد عام 2010
بلغ عدد سكان أداك 326 نسمة بحسب تعداد عام 2010، وبلغ عدد الأسر 44 أسرة وعدد العائلات 26 عائلة مقيمة في المدينة. في حين سجلت الكثافة السكانية 1.8 نسمة لكل كيلومتر مربع (4.7/ميل2). وبلغ عدد الوحدات السكنية 500 وحدة بمتوسط كثافة قدره 2.7 لكل كيلومتر مربع (7.0/ميل2).
وتوزع التركيب العرقي للمدينة بنسبة 19.63% من البيض و3.99% من الأمريكيين الأفارقة و5.52% من الأمريكيين الأصليين و52.45% من الأمريكيين ذوي الأصول الآسيوية و1.53% من سكان جزر المحيط الهادئ و6.13% من الأعراق الأخرى و10.74% من عرقين مختلطين أو أكثر و8.90% من الهسبانيون أو اللاتينيون من أي عرق.
بلغ عدد الأسر 44 أسرة كانت نسبة 31.8% منها لديها أطفال تحت سن الثامنة عشر تعيش معهم، وبلغت نسبة الأزواج القاطنين مع بعضهم البعض 45.5% من أصل المجموع الكلي للأسر، ونسبة 9.1% من الأسر كان لديها معيلات من الإناث دون وجود شريك، بينما كانت نسبة 4.5% من الأسر لديها معيلون من الذكور دون وجود شريكة وكانت نسبة 40.9% من غير العائلات. تألفت نسبة 34.1% من أصل جميع الأسر من عدة أفراد يعيشون في نفس المنزل ونسبة 2.3% كانت تتألف من شخص يعيش بمفرده يبلغ من العمر 65 عاماً أو أكثر. وبلغ متوسط حجم الأسرة المعيشية 2.48، أما متوسط حجم العائلات فبلغ 3.04.
بلغ العمر الوسطي للسكان 45.5 عاماً. وكانت نسبة 10.7% من القاطنين تحت سن الثامنة عشر، وكانت نسبة 5.5% بين الثامنة عشر والرابعة والعشرين عاماً، ونسبة 33.1% كانت واقعةً في الفئة العمرية ما بين الخامسة والعشرين والرابعة والأربعين عاماً، ونسبة 45.1% كانت ما بين الخامسة والأربعين والرابعة والستين، ونسبة 5.5% كانت ضمن فئة الخامسة والستين عاماً فما فوق. وتوزع التركيب الجنسي للسكان بنسبة 61% ذكور و39% إناث.

## المناخ
يظهر الجدول التالي التغييرات المناخية على مدار السنة لأداك:
| البيانات المناخية لـأداك              | البيانات المناخية لـأداك | البيانات المناخية لـأداك | البيانات المناخية لـأداك | البيانات المناخية لـأداك | البيانات المناخية لـأداك | البيانات المناخية لـأداك | البيانات المناخية لـأداك | البيانات المناخية لـأداك | البيانات المناخية لـأداك | البيانات المناخية لـأداك | البيانات المناخية لـأداك | البيانات المناخية لـأداك | البيانات المناخية لـأداك |
| الشهر                                 | يناير                    | فبراير                   | مارس                     | أبريل                    | مايو                     | يونيو                    | يوليو                    | أغسطس                    | سبتمبر                   | أكتوبر                   | نوفمبر                   | ديسمبر                   | المعدل السنوي            |
| ------------------------------------- | ------------------------ | ------------------------ | ------------------------ | ------------------------ | ------------------------ | ------------------------ | ------------------------ | ------------------------ | ------------------------ | ------------------------ | ------------------------ | ------------------------ | ------------------------ |
| الدرجة القصوى °ف (°م)                 | 50 (10)                  | 51 (11)                  | 51 (11)                  | 56 (13)                  | 65 (18)                  | 67 (19)                  | 73 (23)                  | 75 (24)                  | 71 (22)                  | 61 (16)                  | 57 (14)                  | 55 (13)                  | 75 (24)                  |
| متوسط درجة الحرارة الكبرى °ف (°م)     | 37.2 (2.9)               | 37.0 (2.8)               | 38.6 (3.7)               | 41.3 (5.2)               | 45.1 (7.3)               | 49.1 (9.5)               | 54.0 (12.2)              | 55.8 (13.2)              | 52.3 (11.3)              | 46.9 (8.3)               | 41.4 (5.2)               | 38.0 (3.3)               | 44.7 (7.1)               |
| المتوسط اليومي °ف (°م)                | 33.1 (0.6)               | 32.8 (0.4)               | 34.4 (1.3)               | 37.1 (2.8)               | 40.9 (4.9)               | 45.0 (7.2)               | 49.4 (9.7)               | 51.2 (10.7)              | 48.0 (8.9)               | 42.6 (5.9)               | 37.2 (2.9)               | 34.0 (1.1)               | 40.5 (4.7)               |
| متوسط درجة الحرارة الصغرى °ف (°م)     | 28.9 (−1.7)              | 28.5 (−1.9)              | 30.1 (−1.1)              | 32.9 (0.5)               | 36.6 (2.6)               | 40.8 (4.9)               | 44.7 (7.1)               | 46.6 (8.1)               | 43.6 (6.4)               | 38.2 (3.4)               | 33.0 (0.6)               | 29.9 (−1.2)              | 36.2 (2.3)               |
| أدنى درجة حرارة °ف (°م)               | 3 (−16)                  | 3 (−16)                  | 12 (−11)                 | 20 (−7)                  | 20 (−7)                  | 29 (−2)                  | 33 (1)                   | 34 (1)                   | 28 (−2)                  | 22 (−6)                  | 12 (−11)                 | 8 (−13)                  | 3 (−16)                  |
| الهطول إنش (مم)                       | 6.74 (171)               | 5.43 (138)               | 6.14 (156)               | 4.33 (110)               | 4.84 (123)               | 3.34 (85)                | 2.99 (76)                | 4.30 (109)               | 5.52 (140)               | 7.00 (178)               | 7.33 (186)               | 7.66 (195)               | 65.62 (1٬667)            |
| متوسط تساقط الثلوج إنش (سم)           | 18.1 (46)                | 18.4 (47)                | 20.1 (51)                | 10.0 (25)                | 1.5 (3.8)                | 0 (0)                    | 0 (0)                    | 0 (0)                    | 0.1 (0.25)               | 1.5 (3.8)                | 10.4 (26)                | 19.3 (49)                | 99.4 (251.85)            |
| متوسط أيام هطول الأمطار (≥ 0.01 inch) | 24                       | 22                       | 25                       | 22                       | 22                       | 17                       | 16                       | 19                       | 21                       | 25                       | 25                       | 25                       | 263                      |
| المصدر: WRCC                          |                          |                          |                          |                          |                          |                          |                          |                          |                          |                          |                          |                          |                          |

## وصلات خارجية
- City Website
- Community Information